# قراول‌تومبا
قراول‌تومبا (به لاتین: Qaravultomba) یک منطقه مسکونی در جمهوری آذربایجان است که در شهرستان گدابیگ واقع شده است. قراول‌تومبا ۴۸۲ نفر جمعیت دارد.